# Siedluchno
Siedluchno (do 2009 Siedluchna) – wieś w Polsce położona w województwie wielkopolskim, w powiecie słupeckim, w gminie Orchowo.
Jest częścią sołectwa Różanna.
W latach 1975–1998 miejscowość administracyjnie należała do województwa konińskiego.